# Крака (картина)
Крака — картина шведського художника Мортена Ескіла Вінге 1862 року. Написана олією на полотні. На картині зображено персонажа скандинавської міфології принцесу Краку (Аслоуг), яка стала дружиною легендарного конунга вікінгів Рагнара Лодбрука. Вона одягнена лише в рибальську сітку, з цибулею на землі перед собою і в компанії собаки. На задньому плані — корабель Рагнара. В легенді Рагнар просить Краку зустріти його не вдягненою, але й не голою, не голодною, але й не ситою, на самоті, але з супроводом. Крака зустрічає Рагнара одягненою в рибальську сітку, з цибулею в роті і в супроводі собаки. Рагнар настільки вражений її хитрістю, що відразу запропонував їй одружитися.
Картина була створена Мортеном Вінге в Римі у 1862 році. Її розмір 160 х 217 см. Твір придбав король Карл XV. Після смерті короля у 1872 році, картина перейшла у колекцію Національного музею Швеції, де зберігається досі.